# Costa Blanca
Costa Blanca (spansk for Den hvide kyst) er en 200 km lang kyststrækning i provinsen Alicante i det østlige Spanien. Costa Blanca strækker sig fra Denia i nord til Torrevieja i syd.
Navnet stammer fra 1957, da flyselskabet British European Airways lancerede sin rute fra London til Valencia og brugte navnet Costa Blanca i sin markedsføring. Siden er kysten, der ligger ud til Middelhavet, blevet til et af Europas mest attraktive turiststeder. Turismeindustrien er veludviklet i området, der bl.a. er populært blandt britiske og tyske turister.

38°21′14″N 0°24′29″V / 38.354°N 0.408°V